# コリー・ヒル
コリー・ヒル（Cory Hill、1992年2月10日 - ）は、ラグビーユニオンの選手。

## 略歴
カーディフ・ブルーズ、モーズリーを経て、2013年、ドラゴンズに加入。
2016年11月5日、ウェールズ代表としてオーストラリア代表戦で控えから出場し、代表初キャップを得た。
2017年、ドラゴンズの主将に就任した。
2017年6月16日、ブリティッシュ・アンド・アイリッシュ・ライオンズの遠征途中に、そのメンバーとして招集された。
2018年のシックス・ネーションズでは、ウェールズ代表の5試合中4試合に出場し、同年夏の遠征では、アルゼンチン代表戦でキャプテンを務めた。
2019年、ラグビーワールドカップ2019のウェールズ代表に選ばれたが、負傷のためチームを離脱した。
2020年、カーディフ・ブルーズに復帰。
2021年、横浜キヤノンイーグルスに加入。
2022年1月8日に行われたJAPAN RUGBY LEAGUE ONE第1節NECグリーンロケッツ東葛戦にて先発出場で日本での公式戦初出場を果たした。
2023年、トップイーストリーグのセコムラガッツに加入。
2025年6月、リーグワン加入初年度のDIVISION3で2位となった狭山セコムラガッツを、退団した。